# Vincent Voiture
Pour les articles homonymes, voir Voiture.
Vincent Voiture, né le 24 février 1597 à Amiens et mort le 26 mai 1648  à Paris, est un poète et prosateur français.

## Biographie

### Un protégé de Gaston d'Orléans
Fils d’un marchand de vins qui suivait la cour, il fait ses études à Paris et gagne la protection de Gaston d'Orléans, frère du roi, en lui adressant une pièce de vers à l’âge de 16 ans. Ce prince le nomme contrôleur général de sa maison, puis introducteur des ambassadeurs. Le comte d’Avaux, dont il a été le condisciple, le met en relation avec plusieurs personnes de la haute société.

### Un habitué de l'Hôtel de Rambouillet
Chaudebonne l’introduit à l’hôtel de Rambouillet. Il enseigne le beau langage et les belles manières aux habitués de cet hôtel dont il est le héros galant et badin, comme Guez de Balzac en est le héros sérieux. Quand il accompagne le duc d’Orléans, après la Journée des Dupes, en Lorraine, puis dans le Languedoc, les épîtres qu’il envoie sont un événement dans le monde des beaux-esprits dont l’a séparé la politique. Il en écrit aussi d’Espagne, où le prince l’a chargé d’une mission.

### Un protégé de Richelieu
De retour à Paris, il est, en 1634, un des premiers membres de l’Académie française, et se concilie tout à fait le cardinal de Richelieu par une lettre sur la prise de Corbie, qui est son chef-d’œuvre (1636). Envoyé vers le grand-duc de Toscane en 1638 pour lui notifier la naissance du dauphin, il va jusqu’à Rome, où il s’occupe d’un procès où se trouve Catherine de Vivonne, marquise de Rambouillet, et est élu membre de l’Académie des Humoristes.
Maître d’hôtel du roi en 1639, premier commis du comte d’Avaux en 1642, aux appointements de 4 000 livres, il a encore une pension de 1 000 écus que lui fait accorder la reine. Son revenu finit par monter à 18 000 livres.

### Un Précieux

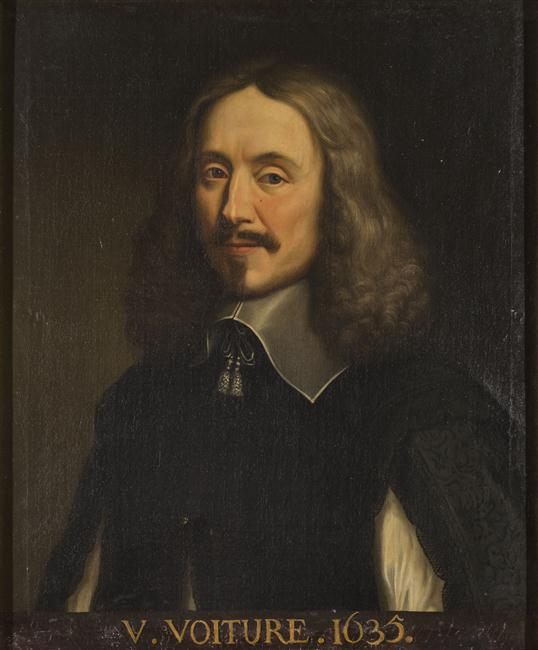
Portrait posthume (huile sur toile ; vers 1685, coll. de l'Académie française).

Il reste jusqu’à la fin de sa vie frivole et galant, n’ayant qu’une passion sérieuse : le jeu. Par son caractère, comme par son talent, Voiture est tout à fait propre à s’attirer la faveur des salons et à briller dans la société des beaux esprits de son époque qu’il emplit de sa renommée. Ses lettres y sont les oracles du goût et y font la mode de la prose.
Ce courtisan, à la poésie faite de recherche, de maniérisme et de galanterie, qui ne veut pas publier ses œuvres de son vivant, est considéré comme très habile dans les genres poétiques mineurs. Quant aux vers de bien, ils soulèvent des querelles et des partis puissants qui semblent près de faire à son sujet une Fronde littéraire. Son Sonnet à Uranie, opposé à celui de Job par Benserade, divise le monde en jobelins et uranistes lors de la querelle des jobelins et des uranistes, qui montre sous un nouveau jour l’humeur belliqueuse d'Anne-Geneviève de Bourbon-Condé, qui est à la tête de ses partisans.
Son sonnet de la Belle Matineuse, opposé à celui de Malleville sur le même sujet, comme un diamant à une perle, est un échantillon de l’une de ses manières :
« Des portes du matin l’amante de Céphale

Ses roses épandait dans le milieu des airs,

Et jetait sur les cieux nouvellement ouverts

Ces traits d’or et d’azur qu’en naissant elle étale,

Quand la nymphe divine, à mon repos fatale,

Apparut, et brilla de tant d’attraits divers

Qu’il semblait qu’elle seule éclairait l’univers

Et remplissait de feu la rive orientale.

Le soleil, se hâtant pour la gloire des cieux,

Vint opposer sa flamme à l’éclat de ses yeux,

Et prit tous les rayons dont l’Olympe se dore.

L’onde, la terre et l’air s’allumaient alentour,

Mais auprès de Philis on le prit pour l’aurore,

Et l’on crut que Philis était l’astre du jour. »
Voiture, dont les écrits sont représentatifs de la préciosité, prend volontiers un ton moins pompeux. Ce n’est souvent qu’un rimeur de ruelles, un mondain pour qui la littérature n’est qu’un passe-temps, mais dont toute la cour répète les chansonnettes, ses Lanturlu et ses Landriry :
« L’on jugerait par la blancheur

De Bourbon, et par sa fraîcheur,

Landrirette,

Qu’elle a pris naissance des lys,

Landriry. »
Mais c’est dans le rondeau que Voiture, en tant que poète, excelle. On cite celui qui a pour refrain ou clausule : « Ma foi, c’est fait », et qui donne à la fois la règle et l’exemple du genre :
« Ma foi, c’est fait de moi, car Isabeau

M’a conjuré de lui faire un rondeau.

Cela me met en une peine extrême.

Quoi ! treize vers, huit en eau, cinq en ême

Je lui ferais aussitôt un bateau.

En voila cinq pourtant en un monceau.

Faisons-en sept en invoquant Brodeau,

Et puis mettons, par quelque stratagème :

Ma foi, c’est fait.

Si je pouvais encor de mon cerveau

Tirer cinq vers, l’ouvrage serait beau ;

Mais cependant je suis dedans l’onzième,

Et ci je crois que je fais le douzième ;

En voilà treize ajustés au niveau.

Ma foi, c’est fait. »
Assez prétentieux de sa nature, les aristocrates qu’il côtoie ne se font pas faute de le remettre, à l’occasion, à sa place en lui rappelant sa condition de fils de marchand de vins. On cite ainsi le mot de Mme des Loges à propos d’un de ses proverbes : « Celui-là ne vaut rien, percez-nous en d’un autre ».

## Postérité de son œuvre
La réputation de Voiture lui survit et, jusqu’à la fin du XVIIe siècle, va encore jusqu’à l’engouement. La querelle de Girac et de Costar à son sujet a un long retentissement. Boileau parle de lui plus d’une fois d’un ton élogieux qui contraste avec sa sévérité ordinaire. Madame de Sévigné dit : « Tant pis pour ceux qui ne l’entendent pas ! » Le difficile est en effet d’entendre Voiture, avec ses pointes, ses jeux de mots, ses équivoques et ses continuels efforts d’esprit. Ce que les lettres de son époque trouvent chez lui ingénieux, joli et charmant, peut échapper ou choquer.
Voiture a néanmoins une influence notable sur la poésie française. Tandis que Guez de Balzac la corrige par la rhétorique et la noblesse, Voiture l’assouplit et commence à lui donner la légèreté des tours, la facilité de l’expression.
Les Œuvres de Voiture ne sont réunies qu’après sa mort (Paris, 1650, in-4°) et seront fréquemment rééditées jusqu’en 1745.

## Œuvres
- Poème La Belle Matineuse (1635)
- Lettre sur la prise de Corbie (1636)
- Lettre de la carpe au brochet (1643)
- Épître à Monseigneur le Prince sur son retour d'Allemagne (1645-1648)
- Sonnet d'Uranie (1647)
- Poésies de M. de Voiture (posthume, 1650)
- Les œuvres de M. de Voiture (posthume, A. Courbé Paris 1650)[9]
- Lettres de Voiture (posthume, 1729)
- Lettres et poésies (édition posthume établie par Abdolonyme Ubicini, 1855)
- Poésies (2 volumes, édition posthume établie par H. Lafay, 1971)
- Lettres (1625-1648) édition établie et commentée par Sophie Rollin, Paris, Honoré Champion, 2013.
- Entretiens (avec Pierre Costar), Éditrice scientifique Cécile Tardy, Paris, Classiques Garnier, 2013.